# American Eugenics Society
Die American Eugenics Society (AES; „Amerikanische Gesellschaft für Eugenik“) war eine US-amerikanische Vereinigung, die gegründet wurde, um eugenische Aufklärungsprogramme für die amerikanische Öffentlichkeit zu fördern und die Rassenhygiene und Eugenik propagierte und eine „Rassenverbesserung“ der genetischen Zusammensetzung der Bevölkerung anstrebte. Die Ziele und Aktionen der AES änderten sich im Laufe der Jahre, je nachdem, wer den Vorsitz der Organisation innehatte. Zu ihren Zielen gehörten unter anderem die Bekämpfung unerwünschter Einwanderung in Nordamerika.

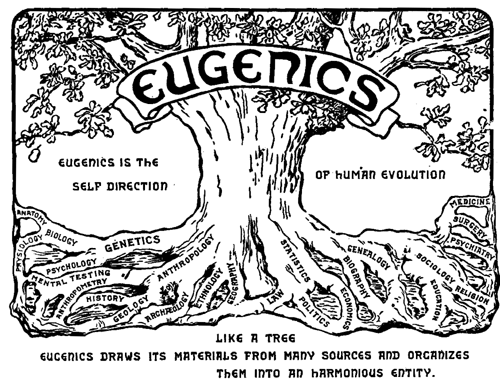
Signet des Zweiten Internationalen Eugenik-Kongresses, 1921, mit dem Motto „Eugenics is the self-direction of human evolution“

## Geschichte
Die American Eugenics Society wurde offiziell 1926 gegründet und bestand unter diesem Namen bis 1972, wo sie in Society for the Study of Social Biology umbenannt wurde, später dann in die Society for Biodemography and Social Biology (seit 2014).
Ein in internationaler Perspektive erster organisierter Zusammenschluss von Eugenikern war 1903 in den USA erfolgte, in Form der American Breeders’ Association, aus der später die Amerikanische Gesellschaft für Eugenik hervorging.
Die Gesellschaft entstand nach dem Erfolg des Zweiten Internationalen Kongresses für Eugenik (New York, 1921). Zu den Gründungsmitgliedern zählten Madison Grant, Harry H. Laughlin, Henry Crampton Irving Fisher und Henry Fairfield Osborn. Zu den prominenten Mitgliedern und Förderern gehören J. P. Morgan, Jr., Mary Duke Biddle, Margaret Sanger und John H. Kellogg.
Die Gesellschaft wurde einer der wichtigsten Kanäle, die die Arbeit des Eugenics Records Office (ERO) und anderer Körperschaften einem breiteren Publikum vermittelten.
Die Gesellschaft unterstützte kleinere eugenische Bestrebungen wie die Galton Society in New York, New York, und die Race Betterment Foundation in Battle Creek (Michigan), und beeinflusste die eugenische Politik des Obersten Gerichtshofs der USA in Fällen wie Buck v. Bell (1927) und Skinner v. Oklahoma (1942).
Irving Fisher, der Politische Ökonomie an der Yale University lehrte, war der erste Präsident der Gesellschaft, Charles Davenport, Direktor des Cold Spring Harbor Laboratory, war der erste Vizepräsident.
Zu weiteren Präsidenten der American Eugenics Society zählten Persönlichkeiten wie Clarence C. Little (Präsident der University of Michigan), Henry Pratt Fairchild, (Soziologie, New York University), Ellsworth Huntington (1876–1947; Geograph und Ökonom an der Yale University), Samuel Jackson Holmes (Zoologie, University of California), Harry L. Shapiro (American Museum of Natural History). Zu den Präsidenten der Society for the Study of Social Biology zählten Gardner Lindzey und John L. Fuller und andere.
Unter den Präsidenten der Gesellschaft setzte sich Harry H. Laughlin (vom Eugenics Record Office), der von 1927 bis 1929 Präsident war, im frühen 20. Jahrhunderts für die eugenische Sterilisation in den USA ein.
Die American Eugenics Society ist unter anderem Herausgeber eines Eugenischen Katechismus (A Eugenics Catechism, New Haven, Connecticut 1926).
In den 1920er bis 1930er Jahren wurde ein Teil der Arbeit der AES auf staatlichen und lokalen Messen präsentiert.

“Contests called Fitter Family contests involved popular competitions between families and couples to determine who would produce the most viable offspring based on physical appearance, behavior, intelligence, and health. Exhibits had flashing red lights to emphasize statistics of birth rates of able-bodied people compared to what organizers called degenerates.”

„Bei den so genannten Fittere-Familie-Wettbewerben traten Familien und Paare gegeneinander an, um festzustellen, wer aufgrund seines Aussehens, seines Verhaltens, seiner Intelligenz und seiner Gesundheit die meisten lebensfähigen Nachkommen zeugen würde. Die Exponate waren mit blinkenden roten Lichtern versehen, um die statistischen Geburtenraten von gesunden Menschen im Vergleich zu den von den Organisatoren so genannten Degenerierten hervorzuheben.“

## Publikationen

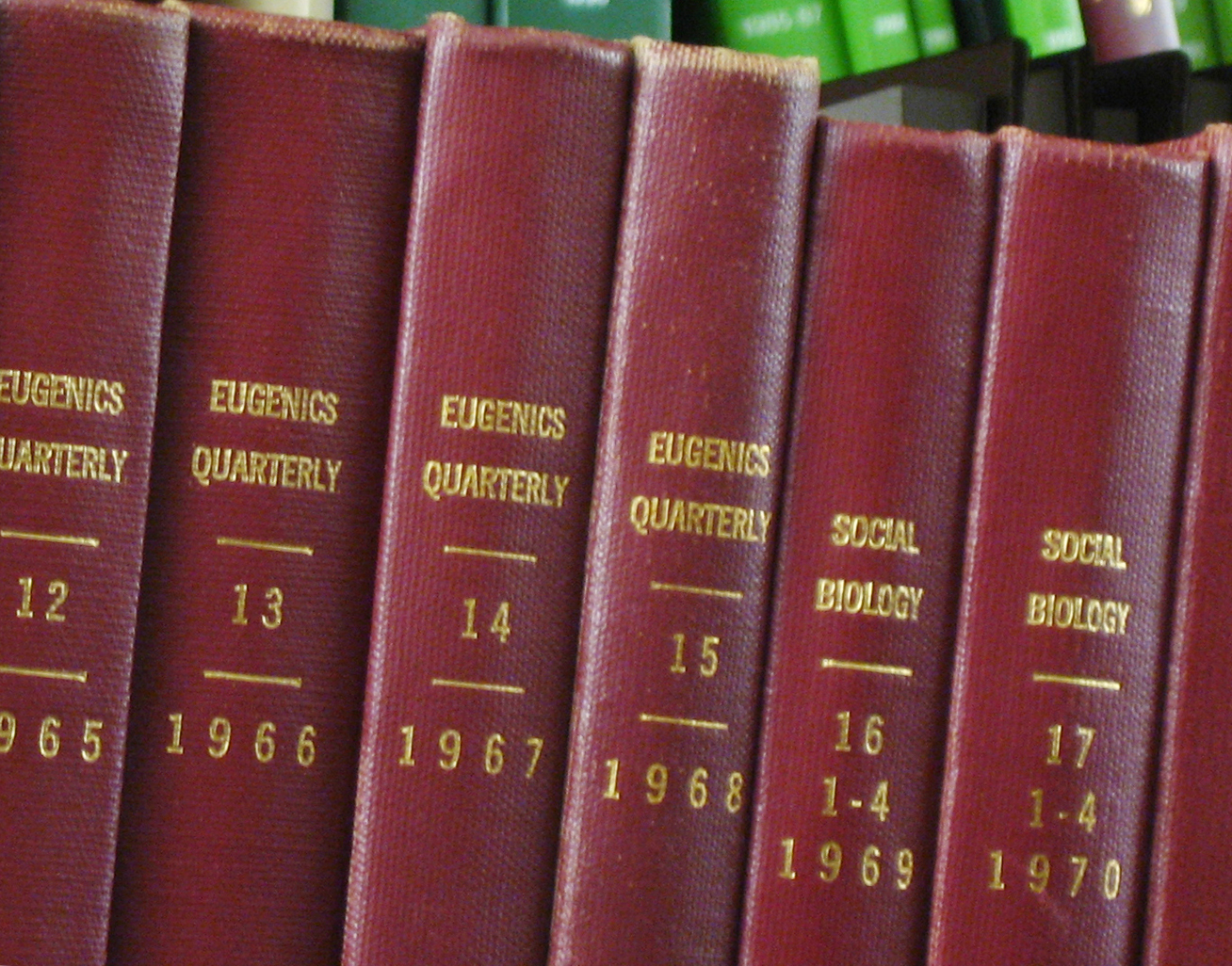
Eugenics Quarterly und Social Biology (ab 1969)

Organ der Gesellschaft war die seit 1916 bestehende Zeitschrift Eugenical News, ab 1954 die Eugenics Quarterly. Diese wurde 1969 in Social Biology und 2008 in Biodemography and Social Biology umbenannt. Sie erscheint vierteljährlich (Print ISSN 1948-5565 Online ISSN 1948-5573).
(Siehe auch den Abschnitt „Sources“ in Rachel Gur-Arie (2014), nach der die Society of Social Biology sich von der AES distanziert hat.)